# Axianassa australis
Axianassa australis is een tienpotigensoort uit de familie van de Axianassidae. De wetenschappelijke naam van de soort is voor het eerst geldig gepubliceerd in 1992 door Rodrigues & Shimizu.